# هدریک (ایندیانا)
هدریک (به انگلیسی: Hedrick) یک منطقهٔ مسکونی در ایالات متحده آمریکا است که در شهرستان وارن، ایندیانا واقع شده‌است. هدریک ۲۱۶ متر بالاتر از سطح دریا واقع شده‌است.